# Nanaenoe
Nanaenoe is een bestuurslaag in het regentschap Belu van de provincie Oost-Nusa Tenggara, Indonesië. Nanaenoe telt 716 inwoners (volkstelling 2010).